# (9964) Hideonoguchi
(9964) Hideonoguchi – planetoida z pasa głównego asteroid okrążająca Słońce w ciągu 3 lat i 324 dni w średniej odległości 2,47 j.a. Została odkryta 13 lutego 1992 roku. Przed nadaniem nazwy planetoida nosiła oznacznie tymczasowe (9964) 1992 CF1.